# Benny Andersen
 Denne artikel omhandler digteren og komponisten Benny Andersen. Opslagsordet har også en anden betydning, se Benny Andersen (flertydig).
 Ikke at forveksle med Benny Andersson.
Benny Allan Andersen (født 7. november 1929 i Vangede, død 16. august 2018 i Sorgenfri) var en dansk digter, lyriker, forfatter, komponist og pianist.
Benny Andersen har udgivet digtsamlinger, noveller, romaner, essays og børnebøger, bl.a. bøgerne om Snøvsen, og har endvidere skrevet radio-, tv-, film-, og teaterdramatik. Han har tillige oversat udenlandsk litteratur til dansk, og er blandt andet oversat til kinesisk.
Andersen modtog flere priser bl.a. De gyldne Laurbær i 1975, i Modersmål-Prisen i 1985, og i 2000 blev han æreshåndværker i Håndværkerforeningen. Han blev æreskunstner i Østermarie i 2004 og fik i den anledning opkaldt Benny Andersens Boldgade efter sig i byen. Benny Andersen Prisen blev stiftet af Benny Andersen og uddeles hvert år til personer og institutioner der hjælper udsatte børn.
Benny Andersen er den mest læste og sungne moderne danske lyriker. Han mestrede det danske sprog på en underfundig måde, hvor han bragte ordspil og anden leg med ord ind i lyrikken i kombination med humor, skæve synsvinkler og små puf til danskernes dobbeltmoral.
Benny Andersen var ikke mindst kendt for sit langvarige musikalske samarbejde med Povl Dissing. Samarbejdet betød udgivelse af flere albums og et utal af koncerter i hele Danmark. Kendte er blandt andre sange som Svantes lykkelige dag (fra Svantes viser (1972)) og Go nu nat (Oven visse vande (1981)).
Hans første digtsamling Den musikalske ål udkom i 1960. Mest kendt er nok Svantes viser fra 1972, som de fleste danskere har taget til sig. Hans Samlede digte 1960 – 1996 slog alle rekorder for lyrik og er udkommet i over 130.000 eksemplarer.
Benny Andersen var medlem af Det Danske Akademi fra 1972.
En bronzebuste til hans minde er opsat ved Portnerboligen på Sophienholm, Kgs. Lyngby, 2021, skabt af billedhugger Stine Ring Hansen, Raadvad.

## Karriere

### Barndom
Benny Andersen voksede op i et arbejderhjem under trange kår. Hans far var murerarbejdsmand, men selvom familien var hårdt presset økonomisk og måtte flytte 12 gange inden for Benny Andersens første fire leveår, var det meget vigtigt for dem, at Benny Andersen og hans bror fik mulighed for at udfolde sig i den retning, de gerne ville. Familien investerede således i et klaver, før Benny Andersen var fyldt ti, og på det lærte han at spille. Allerede i sine helt unge år læste Benny Andersen også meget. Han kunne læse, før han kom i skole, og i sin skoletid læste han mange og tunge værker. Heriblandt Sartre, Proust og Kafka. Senere fortalte han, at han formentlig var så optaget af læsningen, fordi han forsøgte at finde sin egen unikke identitet. Han følte ikke, han kunne følge med de andre frembusende fyre i skolen. Han følte sig mere som den intellektuelle, følsomme type, og derfor søgte han sine egne veje:
"Tit læste jeg obskure ting på originalsproget, og noget af det har jeg aldrig åbnet siden. Nærmest af frygt. Jeg havde en Kafka-periode og så en Dostojevskij-periode, hvor jeg læste de her dystre værker, som næsten kunne være farlige i deres substans, så surrealistisk var det. Jeg tror i høj grad, at det var mit unge, udefinerede jeg, der prøvede at finde en identitet. Jeg stræbte efter at være særegen. Jeg kan huske, at jeg engang slog ordet ’sær’ op i ordbogen, og så stod der, at det betød unik. Det gav genklang i mig. unik! Det var det, jeg higede efter at blive.

### Ungdom
Benny Andersen forlod skolen efter syvende klasse og fik arbejde som cykelbud. To år senere fik han job som kontorist på et reklamebureau, men var mere interesseret i avisernes kronikker end i deres reklamer. Han ville gerne læse litteratur og tog derfor fra syvende klasse til gymnasiet et kursus. Efterfølgende tog han studentereksamen ved at følge et aftenkursus på Akademisk Studenterkursus på Nørrebro ved siden af fuldtidsarbejdet på reklamebureauet og et bijob som pianist på en danseskole. I en dybdegående interviewbog i 2008 fortalte han, at den tid blev meget hård:
"Til undervisning var der folk, der faldt om af udmattelse, fordi vi læste om aftenen ved siden af fuldtidsarbejde, og så havde vi tilmed et større pensum end normale gymnasielever. Jeg var på det tidspunkt godt begravet i arbejde og læsning og studier, og jeg var hele tid på vej fra det ene til det andet. Der kom jeg i søvnunderskud, og jeg begyndte at blive så overanstrengt, at jeg kom til at stamme i telefonen på reklamebureauet. Til sidste måtte de flytte mig helt væk fra arbejdet med at modtage opkald."
Men det var også på aftenkurset, Benny Andersen mødte Signe Plesner, som senere blev hans første kone. Hun var meget interesseret i lyrik, og i et forsøg på at vinde hendes hjerte besluttede Benny Andersen, at han ville skrive digte for at imponere hende. Det lykkedes, og de to fandt sammen. Da besluttede Benny Andersen, at han måtte udgive en hel digtsamling for virkelig at imponere hende.

### Afslag og tilsagn fra forlag
Benny Andersen og Signe Plesner havde en fælles drøm om at læse videre. Signe Plesner fik et nervesammenbrud under arbejdspresset på studenterkurset, og hun og Benny Andersen droppede deres drøm om at læse litteratur på universitetet.
I stedet rejste Benny Andersen i 1948 til Esbjerg, hvor han fik et job som barpianist, så han kunne forsørge Signe og sig selv. Der begyndte han også at digte meget intenst og arbejdede i to år med en stor novellesamling og en digtsamling, før han rejste videre og blev omrejsende pianist bl.a. i Uppsala. Efter endnu et års arbejde med digtene sendte han dem til Gyldendal, men fik en afvisning tilbage. Det gjorde han også på sin novellesamling, og efter en række afslag fra andre forlag, tabte han modet. I tre år havde han arbejdet dag og nat, mens han var på farten, men alt var blevet afvist:
”I første omgang blev jeg frustreret og skuffet. Jeg tror også, jeg blev lidt flov. På det tidspunkt var jeg meget på farten og spillede i Jylland og i Norge, og der var jeg meget alene og røg simpelthen ned i en depression, som jeg ikke ordentligt kunne dele med nogen. Meget tid tilbragte jeg på små kamre eller værelser oppe i Norge ... Jeg havde sat ret meget af min ambition ind på skrivningen, og da jeg fik den samling tilbage i hovedet, begyndte jeg at føle mig nytteløs. Jeg var nok usikker på, om det var godt nok, det jeg lavede ... Jeg vidste ikke rigtig, hvad jeg skulle gøre med mit liv og ikke kunne finde ud af, hvem jeg var. Skulle jeg spille eller prøve at skrive videre?"
I første omgang valgte han helt at stoppe skrivningen. Han var fortsat deprimeret, men i pausen begyndte han at vende sig mere ud mod verden og væk fra tankerne om forfatterskabet, indtil han pludselig en dag efter tre års pause begyndte at digte lidt, mens han sad i et tog. Det førte til, at han snart fik trykt i alt 22 digte i tidskriftet Hvedekorn, og i vinteren 1959 blev han ringet op af forlæggeren Jarl Borgen, der gerne ville udgive en samling af Benny Andersens digte. Det blev til Benny Andersens debutsamling, Den musikalske ål (1960).

### Gennembrud
Benny Andersens debutsamling blev godt modtaget af anmelderne. I BT blev samlingen rost højt: "Formuleringerne er fulde af de dristigste kortslutninger," skrev de, og i Dagbladet Politiken skrev Tom Kristensen, at "debutanten har skabt sin helt egen genre." Benny Andersen fortsatte sit pianistvirke, men efter et år valgte han, på Klaus Rifbjergs opfordring, at forsøge at hellige sig skrivningen. I den tid arbejdede han intenst:
"Jeg har en meget stærk selvdisciplin, og jeg gjorde det, at jeg lukkede mig inde med arbejdet, trak gardinerne ned og lod mig ikke forstyrre. Sådan arbejder jeg hver dag. Jeg venter ikke på, at inspirationen skal komme. Hver morgen har jeg i stedet den kontrakt med mig selv: der skal stå noget på papiret. Amatørerne går og venter på, at inspirationen drysser ned. Den professionelle siger: nu vælger jeg at sætte mig ned og skabe."
Det førte til endnu to digtsamlinger, Kamera med køkkenadgang (1962) og Den indre bowlerhat (1964). Begge samlinger blev både kritiske og kommercielle succeser. Anmelderne roste begge samlinger højt, og på to år solgte Den indre bowlerhat 31.000 eksemplarer. Benny Andersen fik sit folkelige gennembrud, kom på oplæsningsturneer, og blev bedt om at stille op til interviews.

### Produktive år
Årene efter 1964 blev uhyre produktive for Benny Andersen. Han forfattede en novellesamling Puderne, skrev radio- og tv-spil samt børnebøger og digtede fortsat.
Som han senere fortalte:
"Jeg fik nærmest et overflodsproblem ... Pludselig blev mine kladdehæfter fyldt til randen. Der var hele tiden mere, der skulle frem. Der er perioder fra den tid, jeg ikke har kunnet huske siden, fordi der var så meget tryk på skrivningen."
Blandt børnebøger kan nævnes Nikke Nikke Nambo (1963), en samling af danske børnerim. Bøgerne om Snøvsen udkom i 4 bind fra det første 1967 og blev skabt i samarbejde med Signe Plesner som også lavede illustrationerne. Desuden er der produceret film og musik baseret på Snøvsen-bøgerne.
I 1972 skrev han romanen Svantes viser, som handlede om den svenske, halvfordrukne kyniker Svante. Svantes viser, der også indeholdt en række viser, som han indspillede sammen med Povl Dissing, blev både en kommerciel og kritikermæssig succes. Albummet med viserne lå over et år på P3's hitliste, og samlingen slog alle rekorder for lyrik og solgte over 57.000 eksemplarer. Viserne indeholdt også meget dystre toner, som havde at gøre med en udvikling i Benny Andersens privatliv. Han og Signe Plesner blev i den periode skilt.
Efter Svantes viser blev Benny Andersen den mest læste danske digter i nyere tid. Siden har han udgivet yderligere børnebøger, novellesamlinger samt mange digtsamlinger, blandt andet Denne kommen og gåen fra 1993, Verden udenfor syltetøjsglasset fra 1996 og Sjælen marineret fra 2001.
Sideløbende hermed arbejdede han videre på den musikalske karriere sammen med Povl Dissing, med hvem han udgav en række album med selvskrevne viser, heriblandt Oven visse vande (1981), Hymner og ukrudt (1984) og Over adskillige grænser (1988), og parret turnerede flittigt med deres sange.

### Senere år
På sin 70 års fødselsdag den 7. november 1999 blev Benny Andersen hyldet med fakkeltog foran Thorvaldsens Museum i København. Kun fire danske forfattere har opnået den ære; de øvrige tre er Poul Henningsen, H.C. Andersen og Adam Oehlenschläger. I november 2013 fik han som den første dansker udgivet en digtsamling på kinesisk. I 2018 blev Benny Andersen hædret for sin lange og virksomme karriere ved navngivelsen af en ny art af biller, Themus bennyianderseni. Billen er uddød og indkapslet i rav.
Benny Andersen var æreskunstner i Østermarie, hvor Benny Andersens Boldgade er udgangspunkt for KulturBornholms guidede ture i byen til de veje o.l., der er opkaldt efter byens æreskunstnere.

## Privat
Benny Andersens første kone var maleren Signe Plesner Andersen med hvem han fik to børn, Lisbet Andersen og Kim Plesner Andersen.
Signe Plesner og Benny Andersen var gift fra 1950-1975. De boede de første år i Vanløse. På grund af spillejobs flyttede familien indimellem til både Sverige og Norge. I årene 1955-59 boede familien det meste af året i Norge; om vinteren i Geilo, om sommeren i Sola og Fevik. Han spillede med Wulff-Ps trio. I 1957 og 1958 havde trioen spillejob på "S/S Bergensfjord" og "S/S Stavangerfjord" som sejlede fra Norge til New York. I 1963 flyttede familien til Kompagnistræde i København ovenpå spillestedet La Fontaine. I 1968 flyttede de ind i et nybygget parcelhus i Farum. Benny Andersen og Signe Plesner blev skilt i 1975 hvor Signe flyttede sammen med digteren Halfdan Rasmussen.
Benny Andersen mødte i 1976 Cynthia Rosalina Bramsen, og de blev gift i 1978. Han blev samtidig bonusfar for Cynthias børn, Maria Bramsen (kendt fra det danske band Tøsedrengene) og Luis Bramsen. Fra slutningen af 1970'erne til sidst i 1990'erne boede Benny Andersen med Cynthia på hjørnet af Skovsvinget og Kærparken i Hjortekær ved Kongens Lyngby. Cynthia var født på Barbados, hvor parret i årevis tilbragte deres vintre. I 1998 stod deres hus på Barbados færdigbygget og I Danmark flyttede de til Portnerboligen på Sophienholm i Lyngby. I 2001 dør Cynthia Rosalina Andersen på Barbados, 67 år gammel.
Benny Andersen blev i 2004 gift med med Elisabeth Ehmer. De boede i Sorgenfri til hans død.

## Død
Den 17. august 2018 oplyste Benny Andersens kone, Elisabeth Ehmer, at Benny Andersen dagen før, den 16. august 2018, sov ind i deres fælles hjem i Sorgenfri, mens hun til det sidste holdt sin mand i hånden.

## Benny Andersen Prisen
Benny Andersen Prisen overrækkes på Børnekonferencen, der er en konference om arbejdet med socialt udsatte børns vilkår. Mens han levede, overrakte han selv prisen.
Dommerpanelet består af den tidligere formand for Børnerådet, professor Per Schultz Jørgensen sammen med en række andre topforskere. Desuden er Mary Fondens direktør og Red Barnets generalsekretær med i dommerpanelet.